# Selište (Kutina)
Selište je naselje u Republici Hrvatskoj, u sastavu Grada Kutina, Sisačko-moslavačka županija. 

## Povijest
Dana 23. listopada 1941. donesena je Naredba o promjeni imena sela i katastarske općine Srpsko Selište u Moslavačko Selište.

## Stanovništvo
Prema popisu stanovništva iz 2001. godine, naselje je imalo 297 stanovnika te 87 obiteljskih kućanstava.
| broj stanovnika | 241   | 255   | 246   | 381   | 861   | 566   | 557   | 684   | 615   | 581   | 506   | 360   | 335   | 327   | 297   | 282   | 241   |
|                 | 1857. | 1869. | 1880. | 1890. | 1900. | 1910. | 1921. | 1931. | 1948. | 1953. | 1961. | 1971. | 1981. | 1991. | 2001. | 2011. | 2021. |

### Članci
- Samardžija, Marko. 2003. Promjene imena hrvatskih naseljenih mjesta od mjeseca travnja do kraja godine 1941. Folia onomastica Croatica. Filozofski fakultet Sveučilišta u Zagrebu. Zagreb.  (12/13): 425–432